# Ferme de la Bouverie
De Ferme de la Bouverie is een historische boerderij nabij het Kasteel Haultepenne, gelegen te Gleixhe in de Belgische gemeente Flémalle, aan Hautepenne 7.
Het is een grote vierkantshoeve met in de noordvleugel een toegangspoort uit de 18e eeuw. De oostelijke vleugel is gebouwd in de 16e of begin 17e eeuw en omvat een grote schuur. De buitenmuren zijn van blokken zandsteen en kalksteen.
De zuidelijke vleugel omvat de varkenshokken en overige stallen, deels 18e-eeuws. De westelijke vleugel omvat het 18e-eeuwse woongedeelte, dat in de 20e eeuw nog uitgebreid werd. Tussen de zuid- en de westvleugel bevindt zich een 18e-eeuwse poort die toegang geeft tot de velden.